# Kuvetjärnet (Vårviks socken, Dalsland)
Kuvetjärnet är en sjö i Bengtsfors kommun i Dalsland och ingår i Göta älvs huvudavrinningsområde.